# Škocjan (gemeente)
Škocjan (Duits: Sankt Kanzian in der Unterkrain) is een gemeente in de Sloveense regio Jugovzhodna Slovenija en telt 3035 inwoners (2002).
De gemeente behoorde tot Sevnica en werd in 1994 zelfstandig. Door de gemeente stroomt de rivier Krka. De plaatsnaam Škocjan is een samentrekking van Šent Kancijan (H. Kantianus), die ook patroon is van de parochiekerk in Škocjan. Deze kerk wordt voor het eerst genoemd in 1526. Het huidige aanzien is barok en dateert uit 1778. Tegenover de kerk ligt het geboortehuis van Ignatius Knoblehar.

## Plaatsen in de gemeente
Bučka, Čučja Mlaka, Dobrava pri Škocjanu, Dobruška vas, Dolenje Dole, Dolenje Radulje, Dolnja Stara vas, Dule, Gabrnik, Gorenje Dole, Gorenje Radulje, Goriška Gora, Goriška vas pri Škocjanu, Gornja Stara vas, Grmovlje, Hrastulje, Hudenje, Jarčji Vrh, Jelendol, Jerman Vrh, Klenovik, Mačkovec pri Škocjanu, Male Poljane, Močvirje, Osrečje, Ruhna vas, Segonje, Stara Bučka, Stopno, Stranje pri Škocjanu, Škocjan, Štrit, Tomažja vas, Velike Poljane, Zaboršt, Zagrad, Zalog pri Škocjanu, Zavinek, Zloganje

## In Škocjan geboren
- Ignatius Knoblehar (1819-1858), missionaris
- Franc Metelko (1779-1860), priester, taalkundige

Črnomelj · Dolenjske Toplice · Kočevje · Kostel · Loški Potok · Metlika · Mirna · Mirna Peč · Mokronog-Trebelno · Novo mesto · Osilnica · Ribnica · Semič · Šentjernej · Šentrupert · Škocjan · Šmarješke Toplice · Sodražica · Straža · Trebnje · Žužemberk
1. ↑  "Prebivalstvo po starosti in spolu, občine, Slovenija, polletno". Statistični urad Republike Slovenije. Geraadpleegd op 18 april 2021.